# Sisupala splendida
Sisupala splendida är en stekelart som beskrevs av Nixon 1943. Sisupala splendida ingår i släktet Sisupala och familjen bracksteklar. Inga underarter finns listade i Catalogue of Life.